# IC 4391
IC 4391 — галактика типу Sb (компактна витягнута галактика) у сузір'ї Центавр.
Цей об'єкт міститься в оригінальній редакції індексного каталогу.